# Síndrome de Claude Bernard-Horner
El síndrome de Bernard-Horner, es un síndrome causado por una lesión en la vía óculosimpática y se caracteriza por pupilas contraídas (miosis), párpado caído (ptosis palpebral), anhidrosis (sequedad facial) y aspecto hundido del ojo (enoftalmos) debido a la ptosis, aunque sin ser un enoftalmos verdadero (causado principalmente por fractura de la pared inferior de la fosa orbitaria). Puede agregarse además inyección conjuntival (ojo rojo).

## Historia
La primera descripción de un caso de síndrome de Bernard Horner en humanos fue realizada en 1869 por el oftalmólogo suizo Johann Friedrich Horner. Su paciente fue una mujer de 40 años con cefalea, ptosis palpebral, miosis y eritema facial derecho. Atribuyó esta presentación a daño de la vía simpática cervical.
Anteriormente, en 1852, el fisiólogo francés Claude Bernard describió los mismos signos en animales con daño en esta vía nerviosa. Por ello el compromiso de la vía simpática cervical se conoce actualmente como síndrome de Bernard-Horner.

## Anatomía
La vía simpática que se ve comprometida en este síndrome tiene tres niveles neuronales: 
1. Nivel central o neurona de primer orden. Desde el hipotálamo, pasando por el tronco encefálico, hasta la médula espinal cervical-torácica (C7-T1).
2. Nivel preganglionar o neurona de segundo orden. Desde la médula espinal, cruza la cavidad torácica por la parte superior, con importantes relaciones anatómicas con el vértice pulmonar y la arteria subclavia, y asciende por el cuello hasta el ganglio cervical superior, a la altura del ángulo de la mandíbula.
3. Postganglionar o neurona de tercer orden. Desde el ganglio cervical superior, da origen a las vías nerviosas del ojo y del rostro en forma separada.

En general, los hallazgos clínicos serán variables según el nivel de la lesión.

## Fisiopatología
- Hay muchas causas potenciales del síndrome de Horner, por ejemplo, la interrupción o disfunción de las fibras del nervio simpático en cualquiera de los niveles descritos anteriormente, comprendidos entre hipotálamo y médula espinal. Esta alteración puede deberse a lesiones muy variadas, que comprenden desde un accidente cerebrovascular en el hipotálamo, en tronco encefálico (síndrome de Wallenberg), o lesión en la arteria carótida, hasta tumores en el lóbulo superior del pulmón o en pleura superior (tumores de Pancoast), y cefaleas en racimos.
- Los pacientes con espondilosis cervical pueden no presentar sintomatología propia de su enfermedad, a excepción de CBH y leve cervicalgia.
- La enfermedad de Lyme puede causar CBH central o de segunda neurona, en forma reversible.
- Los tumores de cavum (rinofaringe) de gran tamaño, que afecten a la base del cráneo pueden provocar este síndrome por compresión de la vía simpática.
- El tumor de Pancoast, situado en el ápice del pulmón produce este síndrome por compresión de la cadena de ganglios o las fibras eferentes de la vía simpática.

En contados casos, el síndrome de Horner puede ser congénito (presente en el momento de nacer) y estar asociado con falta de pigmentación del iris. Las gotas óticas y ciertos medicamentos también pueden llevar a que se presente este cuadro clínico.

## Clínica
Además de los signos y síntomas de la causa subyacente, se encuentran los signos y síntomas propios del CBH, que son:
- Ptosis: Caída del párpado superior en forma unilateral e incompleta, que sumada a la elevación que se produce en el párpado inferior condiciona la falsa impresión de enoftalmos.[1]

- Miosis: Es una contracción de la pupila producida por parálisis del músculo dilatador del iris. Generalmente, no es marcada, siendo la diferencia con el tamaño de la pupila contralateral menor de 1 mm. Aumenta en la oscuridad, y varía según el tamaño basal de la pupila, el estado de alerta del paciente, el grado de acomodación del cristalino. Es importante destacar que la anisocoria fisiológica (normal) se encuentra en 10 % de la población, con una diferencia de tamaño entre ambas pupilas de 0,4-0,6 mm.

- Anhidrosis: O pérdida de la sudoración, solo ocurre en pacientes con CBH central o preganglionar.

- Dilatación retardada: Normalmente, la pupila se dilata completamente luego de 5 segundos de retirado el estímulo luminoso. En CBH, este período se ve aumentado hasta los 15-20 segundos en el lado afectado, siendo el lado contralateral normal. Es un signo específico de CBH, pero no siempre está presente.

- Heterocromía: Es común ver alteración de la pigmentación del iris del lado afectado en el CBH congénito, pero no en forma constante. Rara vez hay heterocromía progresiva en el CBH adquirido.

En forma aguda y debido a la pérdida del control vasomotor del lado afectado, se produce aumento de la temperatura, con eritema facial unilateral, hiperemia conjuntival, epífora y secreción nasal. Posteriormente, por desarrollo de hipersensibilidad simpática, se produce vasoconstricción, con disminución de la temperatura del lado afectado, palidez y disminución de la sudoración.

## Laboratorio
Es necesario realizar un examen neurológico minucioso con el fin de establecer el diagnóstico y determinar si alguna otra parte del sistema nervioso está afectada, para así poder definir la causa. Algunos de los exámenes pueden incluir:
- IRM de la cabeza
- Ultrasonido carotídeo
- Radiografía del tórax
- TC de tórax
- Exámenes de sangre
- Angiograma
- Examen oftalmológico y/o neuroftalmológico.

## Tratamiento
El tratamiento depende de la causa subyacente. No existe tratamiento específico para el síndrome de Horner propiamente dicho.

## Pronóstico
El pronóstico depende del éxito que se tenga con el tratamiento de la causa subyacente. 

## Complicaciones
No existen complicaciones directas del síndrome de Bernard-Horner propiamente tal, pero éstas pueden estar asociadas con las enfermedades subyacentes o con sus tratamientos.